# フッ素

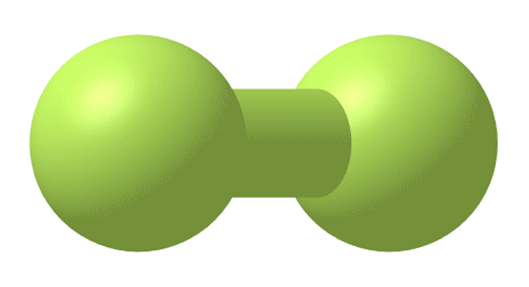
原子の手を含めたフッ素原子の3次元図

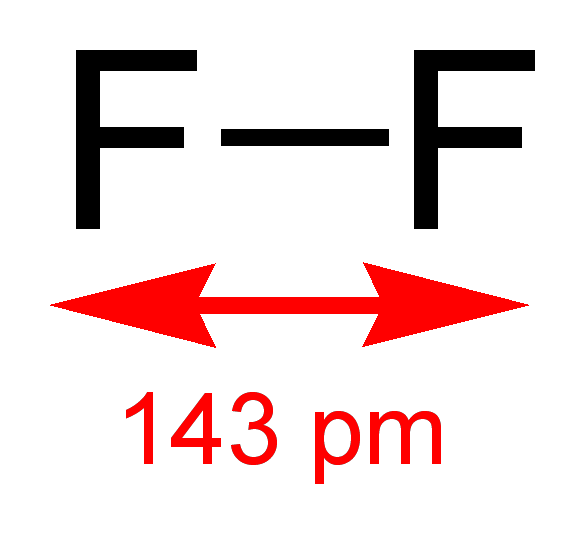
隣り合ったフッ素原子の距離を示した2次元図で、距離は143ピコメートルである

フッ素（フッそ、弗素、英: fluorine、羅: fluorum、独: Fluor）は、原子番号9の元素である。元素記号はF。原子量は18.9984。ハロゲンのひとつ。
また、同元素の単体であるフッ素分子（F2、二弗素）も、一般的にフッ素と呼ばれる。

## 名称
フランスのアンドレ＝マリ・アンペールが「fluorine」と名付けた。この名前は蛍石（Fluorite）にちなんでいる。
アンペールはその後、「phthorine」に名前を改めた。ギリシア語の「破壊的な」という語に由来している。ギリシア語は、アンペールの新名称（Φθόριο）を採用した。
しかしながら、イギリスのハンフリー・デーヴィーが「fluorine」を使い続けたため、多くの言語では「fluorine」に由来する名称が定着した。日本語の「弗素」も、宇田川榕菴が音訳した弗律阿里涅（フリュオリネ）が由来である。

## 歴史
古くから製鉄などにおいて、フッ素の化合物である蛍石（CaF2）が融剤として用いられた。たとえば、ドイツの鉱物学者ゲオルク・アグリコラは1530年に著書『ベルマヌス（Bermannus, sive de re metallica dialogus）』において、蛍石を炎の中で加熱し、融解させると、融剤として適切であると記している。1670年には、ドイツのガラス加工業者のハインリッヒ・シュヴァンハルト（Heinrich Schwanhard）が蛍石の酸溶解物にガラスをエッチングする作用があることに気づいた。
蛍石に硫酸を加えると発生するフッ化水素は1771年、カール・シェーレが発見していた。
フランスのアンドレ＝マリ・アンペールは、未知の元素が蛍石（Fluorite）に含まれる可能性から、未発見の新元素に「fluorine」と名付けた。彼は、フッ化水素と塩化水素の組成がフッ素と塩素の違いだけであると主張した。
しかし、フッ化水素の研究は進まなかった。酸素を発見したアントワーヌ・ラヴォアジェも、単離には至らなかった。
1800年、イタリアのアレッサンドロ・ボルタが発見した電池が、電気分解という元素発見にきわめて有効な武器をもたらした。デービーは1806年から電気化学の研究を始めると、カリウム、ナトリウム、カルシウム、ストロンチウム、マグネシウム、バリウム、ホウ素を次々と単離した。しかし1813年の実験では、電気分解の結果、漏れ出たフッ素で短時間の中毒に陥ってしまう。デービーの能力をもってしてもフッ素は単離できなかった。単体のフッ素の酸化力の高さゆえである。実験器具自体が破壊されるばかりか、人体に有害なフッ素を分離・保管することもできない。
アイルランドのクノックス兄弟は実験中に中毒になり、1人は3年間寝たきりになってしまう。ベルギーのPaulin Louyetとフランスのジェローム・ニクレも相次いで死亡する。1869年、ジョージ・ゴアは無水フッ化水素に直流電流を流して、水素とフッ素を得たが、即座に爆発的な反応が起きた。しかし、偶然にもけがひとつなかったという。
1886年、ようやくアンリ・モアッサンが単離に成功する。白金・イリジウム電極を用いたこと、蛍石をフッ素の捕集容器に使ったこと、電気分解を−50 °Cという低温下で進めたことが成功の鍵だった。当時は材料にも工夫があり、フッ化水素カリウム（KHF2）の無水フッ化水素（HF）溶液を用いた。さらに、この分解は銅製の容器中で行われた。これは、モアッサンがフッ素やフッ化物はフッ化銅と反応しないということを発見したためで、発生したフッ素の一部を銅と反応させることで、フッ化銅を発生させ、安定して保存できるようにした。しかしモアッサンも無傷というわけにはいかず、この実験の過程で片目の視力を失っている。フッ素単離の功績から、1906年のノーベル化学賞はモアッサンが獲得した。翌年、モアッサンは急死しているが、フッ素単離と急死との関係は不明である。
以上のような単離への挑戦の歴史や、反応性の高さから単体のフッ素は自然界に存在しないと考えられてきたが、2012年に鉱物アントゾナイトにフッ素分子が含まれていることが確認された。

## 分布
反応性が高いため、天然には蛍石や氷晶石などとして存在し、基本的に単体では存在しない。

## 性質
電気陰性度は4.0で全元素中でもっとも大きく、化合物中では常に−1の酸化数を取る。
単体は通常、二原子分子のF2として存在する。常温常圧では淡黄褐色で特有の臭い（塩素のようとも、きな臭いとも称される）を持つ気体。非常に強い酸化作用があり、猛毒。
分子量37.9968、融点−219 °C、沸点−188 °C、比重1.11（沸点時、空気を1とする）。反応性がきわめて高く、ヘリウムとネオン以外のほとんどの単体元素を酸化して、化合物（フッ化物）を作る。
ガラスや白金さえも侵すため、その性質上、単体で保存することは実質的に不可能である。もっぱら単体よりも穏やかな化合物の状態で保存され、容器には化合物であっても侵されにくいポリエチレン製の瓶や、テフロンコーティングされた容器が用いられる。単体はフッ化水素（HF）を電解するか、フッ化水素カリウム（KHF2）を電解することで得られる。
フッ素は固体状態において、2個の結晶構造をとる。−227.55 °C以下では単斜晶系のα-フッ素が、−227.55〜−219.62 °Cの間では立方晶系のβ-フッ素が最も安定となる。

### 人体への影響
必須微量元素のひとつであると主張する学術団体がある。欠乏と過剰になる量の範囲が狭い（歯のフッ素症#食事摂取基準を参照）。フッ素のサプリメントは、日本国外では製品化されているが、日本国内での製品化は難しいと主張されることもある。おもな摂取源は飲料水と動物の骨などである。
フッ素の過剰摂取は骨硬化症、脂質代謝障害、糖質代謝障害と関連がある（フッ素症を参照）。

### フッ素の化学反応
フッ素の単体は酸化力が強く、ほとんどすべての元素と反応する。
- 水素とは、光なしでは高温下で反応、光の存在下では室温で反応し、フッ化水素（HF）を生成する。水素とフッ素、1対1の混合物を燃焼させると、4300 K程度に達する[5]。
- 酸素とは放電によりフッ化酸素（O2F2）を生じ、液体酸素とは放電により、O3F2が得られる。
- カルコゲン元素（硫黄、セレン、テルル）とは六フッ化物（SF6、SeF6、TeF6）を生成する。
- 水と反応させるとフッ化水素（HF）、酸素（O2）と一部オゾン（O3）を生成する[5]。
- 水酸化ナトリウム水溶液と反応して、OF2を生じる。
- 窒素とは反応しないが、アンモニアと直接反応させると、三フッ化窒素（NF3）を生成する。
- 炭素はフッ素気体中で燃焼し、四フッ化炭素（CF4）を生成する[7]。
- アモルファス二酸化ケイ素（SiO2）はフッ素雰囲気下で燃焼し、四フッ化ケイ素（SiF4）と酸素（O2）になる。ケイ素の単体とは爆発的に反応する（モアッサンが単離したフッ素の確認に用いたのはこの反応であった）。
- 鉄などとは即座に反応する。ほかの金属も室温から比較的低温で反応する。
- ニッケル、銅、鉛は、表面にフッ化銅（CuF2）など不動態の皮膜を形成するため、比較的腐食しにくい。
- 金、白金とはおもに500 °C以上で反応する。
- キセノンとは加熱あるいは光存在下に反応し、二フッ化キセノン（XeF2）を生じる。大過剰のフッ素存在下に400 °Cで加熱すると、二、四、六フッ化物（XeF2、XeF4、XeF6）の混合物を生成する。クリプトンとは光存在下に反応し二フッ化クリプトン（KrF2）を生成する。
- ハロゲン元素とはハロゲン間化合物を生成し、フッ化塩素（ClF、ClF3）、フッ化臭素（BrF、BrF3、BrF5）、フッ化ヨウ素（IF5、IF7）などが知られている。
- フッ素の酸化還元電位は+2.89 Vで、ほかのハロゲン族元素に比べて非常に高い値である。酸素の+1.21 Vより高いため、ほかのハロゲン化物塩水溶液と異なり、フッ化物塩の水溶液を電気分解してもフッ素の単体は得られず、酸素が発生する。

## 用途
その性質上、フッ素を単体で使う場面は少なく、フッ化カルシウム（CaF2）と硫酸（H2SO4）から生成するフッ化水素（HF）を介して利用されることが多い。ウラン235（235U）濃縮のため、揮発性の高い六フッ化ウラン（UF6）を製造する目的で単体フッ素が利用されることは、特筆すべき事柄である。
フッ素を添加した合成樹脂やゴムは、酸・アルカリ性の薬品や摩耗などに対して耐久性が高まるため、半導体製造装置や自動車などの部品・部材に使われる。
フッ素の化合物は、一般にきわめて安定しており、長期間変質しないという特徴を持つ。この性質は環境中で分解されにくく、いつまでも残存するということを意味しており、その使用には注意が必要である。
フッ化物#利用も参照

### エキシマレーザー
エキシマレーザーの発振媒体としてフッ素ガスと貴ガスの混合ガスが用いられる。たとえば半導体の露光に用いられるArFレーザーがその代表である。配管にはフッ素との反応で不動態を形成することにより、それ以上腐食が進行しにくい銅などが用いられる。さらにガス漏洩時には迅速にバルブが遮断されるような安全装置も組み込まれている。

### 歯科
歯の表面処理に有効であり、歯磨き粉や歯科治療に使われるほか、フッ素水道など水道水に混入する国や租借地がある。

### 屈折率の制御
フッ素にはガラスの屈折率を低下させる働きがあるため、光ファイバーなど通信の分野において、その屈折率制御にフッ素が使われている。

### ロケット
単体のフッ素やClF5などの化合物はロケット燃料の酸化剤として、1950–1970年ごろにかけアメリカ航空宇宙局（NASA）を含むいくつかの機関で検討されたことがある。たとえばNASAでは、液体酸素の代わりに液体酸素-液体フッ素の混合物（フッ素を70 %含むFLOX-70や、同30 %含むFLOX-30など）をアトラスロケットのエンジンを用いて試験しており、ソビエト連邦でも同様の実験が行われていた。これはフッ素を酸化剤として使用した場合の比推力が酸素を用いた場合を上回るためであったが、性能向上がわずかであったのに対し、フッ素の毒性や腐食性に伴う危険性ゆえに取り扱い上の困難が非常に大きく、結局ロケット燃料としての利用に関しては断念されることとなった。

### クリーニング
半導体や液晶の製造装置の反応管、ボート、石英ノズルなどに発生する副生成物を除去するためのクリーニングガスとしてフッ素ガスが使われている。

## フッ素の化合物
フッ素の化合物はフッ化物と呼ばれる。

### 金属のフッ化物
- フッ化アルミニウム（AlF3）
- フッ化カルシウム（CaF2）
  - 蛍石 - フッ化カルシウムの鉱石[14]
- フッ化ナトリウム（NaF）
- 氷晶石 - 六フッ化アルミニウムナトリウム（Na3AlF6）の鉱石
- 六フッ化ウラン（UF6）

### 非金属のフッ化物
- フッ化水素（HF）
- 四フッ化炭素（CF4）
- フッ化硫黄
  - 四フッ化硫黄（SF4）
  - 六フッ化硫黄（SF6）
- フッ化キセノン
  - 二フッ化キセノン（XeF2）
  - 四フッ化キセノン（XeF4）
  - 六フッ化キセノン（XeF6）
- フッ化ケイ素酸
- ヘキサフルオロ白金酸キセノン（XePtF6）
- アルゴンフッ素水素化物（HArF）

### フッ素のオキソ酸
フッ素のオキソ酸は慣用名をもつ。次にそれらを挙げる。
| オキソ酸の名称                     | 化学式 （酸化数） | オキソ酸塩の名称                   | 備考 |
| ---------------------------------- | ----------------- | ---------------------------------- | ---- |
| 次亜フッ素酸 （hypofluorous acid） | HFO （−I）        | 次亜フッ素酸塩 （ - hypofluorite） |      |

- オキソ酸塩名称の「-」にはカチオン種の名称が入る。

### 存在しにくい(できない)化合物
フッ素はヘリウムやネオンとは結合しない。また、アルゴンやラザホージウムはフッ素と反応しにくいことがわかっている。それ以降の元素については、あまりよくわかっていない。

### その他
- モノフルオロ酢酸（{\displaystyle {\ce {CH2FCOOH}}}）
- テフロン
- ポリフッ化ビニル
- マジック酸（{\displaystyle {\ce {FSO2OH}}}•{\displaystyle {\ce {SbF5}}}）
- ヘキサフルオロリン酸リチウム（{\displaystyle {\ce {LiPF6}}}）
- シアン酸フッ素（{\displaystyle {\ce {FOCN}}}）

## 同位体
数多くの同位体がある中で、安定同位体は19Fのみである。